# Choró
Choró is een gemeente in de Braziliaanse deelstaat Ceará. De gemeente telt 13.439 inwoners (schatting 2009).
De gemeente grenst aan Canindé, Itapiúna, Quixadá, Quixeramobim, Quixadá en Madalena.